# Japanpriset
Japanpriset (日本国际赏) tilldelas personer från alla delar av världen vars ”originella och framstående insatser inom vetenskap och teknologi bedöms ha fört vetenskapens gräns framåt och gynnat fred och framgång för mänskligheten."

Japanprisets logo.

Priset delas ut av Japanska stiftelsen för vetenskap och teknologi. Priset består av ett diplom, en medalj och en kontant prissumma på ungefär 50 miljoner yen (ungefär 400 000 euro / 4 000 000 svenska kronor). Endast levande personer kan nomineras till utmärkelsen.
Pristagare:
- 2021: Martin Andrew Green, Bert Vogelstein, Robert A. Weinberg
- 2020: Robert G. Gallager, Svante Pääbo
- 2019 Yoshio Okamoto och Rattan Lal.
- 2018 Max D. Cooper, Jacques Miller, och Akira Yoshino.
- 2017 Emmanuelle Charpentier och Jennifer Doudna, samt Adi Shamir
- 2016 Hideo Hosono, Steven D. Tanksley
- 2015 Yutaka Takahashi, Theodore Friedmann och Alain Fischer
- 2014 Yasuharu Suematsu, C. David Allis
- 2013 C. Grant Willson och Jean M. J. Fréchet, John Frederick Grassle
- 2012 Janet Rowley, Brian Duker och Nicholas Lydon, samt Masato Sagawa
- 2011 Ken Thompson och Dennis Ritchie, Tadamitsu Kishimoto och Toshio Hirano
- 2010 Shun’ichi Iwasaki och Peter Vitousek
- 2009 David E. Kuhl och Dennis Meadows
- 2008 Vint Cerf, Robert E. Kahn och Victor A. McKusick
- 2007 Albert Fert, Peter Grünberg och Peter Shaw Ashton
- 2006 John Houghton, Akira Endo
- 2005 Makoto Nagao, Masatoshi Takeichi och Erkki Ruoslahti
- 2004 Kenichi Honda, Akira Fujishima, Keith J. Sainsbury och John H. Lawton
- 2003 Benoît Mandelbrot, James A. Yorke, och Seiji Ogawa
- 2002 Tim Berners-Lee, Anne McLaren och Andrzej K. Tarkowski
- 2001 John B. Goodenough och Timothy R. Parsons
- 2000 Ian L. McHarg och Kimishige Ishizaka
- 1999 W. Wesley Peterson, Jack L. Strominger, och Don C. Wiley
- 1998 Leo Esaki, Jozef S. Schell, och Marc C. E. Van Montagu
- 1997 Takashi Sugimura, Bruce N. Ames, Joseph F. Engelberger och Hiroyuki Yoshikawa
- 1996 Charles K. Kao och Masao Ito
- 1995 Nick Holonyak, Jr. och Edward F. Knipling
- 1994 William Hayward Pickering och Arvid Carlsson
- 1993 Frank Press och Kary B. Mullis
- 1992 Gerhard Ertl och Ernest John Christopher Polge
- 1991 Jacques-Louis Lions och John Julian Wild
- 1990 Marvin Minsky,  William Jason Morgan, Dan_McKenzie och Xavier Le Pichon
- 1989 Frank Sherwood Rowland och Elias James Corey
- 1988 Georges Vendryes,  Donald Henderson, Isao Arita, Frank Fenner, Luc Montagnier och Robert C. Gallo
- 1987 Henry M. Beachell, Gurdev S. Khush, och Theodore H. Maiman
- 1986 David Turnbull och Willem J. Kolff
- 1985 John R. Pierce och Ephraim Katchalski